# 1979-es Formula–1 olasz nagydíj
Az olasz nagydíj volt az 1979-es Formula–1 világbajnokság tizenharmadik futama.

## Futam
Az Alfa Romeo visszatért a mezőnybe az új 179-es modellel. Második versenyzőként Vittorio Brambillát igazolták le, aki először versenyzett tavalyi balesete óta. Az időmérésen az Renault-k szerezték meg az első rajtsort: Jabouille indult az élről Arnoux, Scheckter, Jones, Villeneuve és Regazzoni előtt. Mivel a Renault-k ismét nem rajtoltak jól, Scheckter átvette a vezetést Arnoux előtt. Mögöttük Villeneuve harmadiknak, míg Jones visszaesett a mezőny végére. A második körben Arnoux átvette a vezetést, de a 13. körben a francia motorhiba miatt kiesett. Jabouille és Laffite is motorhiba miatt esett ki, így a harmadik hely Regazzonié lett Lauda, Andretti és Jarier előtt. Jody Scheckter győzelmének köszönhetően bebiztosította világbajnoki címét.
| Helyezés | #  | Versenyző             | Csapat/Motor       | Körök | Idő/Kiesés oka | Rajthely | Pontszám |
| -------- | -- | --------------------- | ------------------ | ----- | -------------- | -------- | -------- |
| 1        | 11 | Jody Scheckter        | Ferrari            | 50    | 1:22:00,22     | 3        | 9        |
| 2        | 12 | Gilles Villeneuve     | Ferrari            | 50    | +0,46          | 5        | 6        |
| 3        | 28 | Clay Regazzoni        | Williams-Ford      | 50    | +4,78          | 6        | 4        |
| 4        | 5  | Niki Lauda            | Brabham-Alfa Romeo | 50    | +54,40         | 9        | 3        |
| 5        | 1  | Mario Andretti        | Lotus-Ford         | 50    | +59,70         | 10       | 2        |
| 6        | 4  | Jean-Pierre Jarier    | Tyrrell-Ford       | 50    | +1:01,55       | 16       | 1        |
| 7        | 2  | Carlos Reutemann      | Lotus-Ford         | 50    | +1:24,14       | 13       |          |
| 8        | 14 | Emerson Fittipaldi    | Fittipaldi-Ford    | 49    | +1 kör         | 20       |          |
| 9        | 27 | Alan Jones            | Williams-Ford      | 49    | +1 kör         | 4        |          |
| 10       | 3  | Didier Pironi         | Tyrrell-Ford       | 49    | +1 kör         | 12       |          |
| 11       | 9  | Hans-Joachim Stuck    | ATS-Ford           | 49    | +1 kör         | 15       |          |
| 12       | 36 | Vittorio Brambilla    | Alfa Romeo         | 49    | +1 kör         | 22       |          |
| 13       | 29 | Riccardo Patrese      | Arrows-Ford        | 47    | +3 kör         | 17       |          |
| 14       | 15 | Jean-Pierre Jabouille | Renault            | 45    | Motorhiba      | 1        |          |
| Kiesett  | 26 | Jacques Laffite       | Ligier-Ford        | 41    | Motorhiba      | 7        |          |
| Kiesett  | 20 | Keke Rosberg          | Wolf-Ford          | 41    | Motorhiba      | 23       |          |
| Kiesett  | 25 | Jacky Ickx            | Ligier-Ford        | 40    | Motorhiba      | 11       |          |
| Kiesett  | 18 | Elio de Angelis       | Shadow-Ford        | 33    | Kuplung        | 24       |          |
| Kiesett  | 35 | Bruno Giacomelli      | Alfa Romeo         | 28    | Kicsúszás      | 18       |          |
| Kiesett  | 16 | René Arnoux           | Renault            | 13    | Motorhiba      | 2        |          |
| Kiesett  | 7  | John Watson           | McLaren-Ford       | 13    | Baleset        | 19       |          |
| Kiesett  | 8  | Patrick Tambay        | McLaren-Ford       | 3     | Motorhiba      | 14       |          |
| Kiesett  | 30 | Jochen Mass           | Arrows-Ford        | 3     | Felfüggesztés  | 21       |          |
| Kiesett  | 6  | Nelson Piquet         | Brabham-Alfa Romeo | 1     | Baleset        | 8        |          |
| NK       | 17 | Jan Lammers           | Shadow-Ford        |       |                |          |          |
| NK       | 22 | Marc Surer            | Ensign-Ford        |       |                |          |          |
| NK       | 24 | Arturo Merzario       | Merzario-Ford      |       |                |          |          |
| NK       | 31 | Héctor Rebaque        | Rebaque-Ford       |       |                |          |          |

## Statisztikák
Vezető helyen:
- Jody Scheckter: 39 (1 / 13-50)
- René Arnoux: 11 (2-12)

Jody Scheckter 10. győzelme, Jean-Pierre Jabouille 3. pole-pozíciója, Clay Regazzoni 15. leggyorsabb köre.
- Ferrari 78. győzelme.

Marc Surer első versenye.